# Iglesia del Pueblo Danés
La Iglesia del Pueblo Danés o Iglesia evangélica luterana de Dinamarca es la mayor de las Iglesias cristianas en Dinamarca. De acuerdo con los datos oficiales de enero de 2023, un 72,1 % de los daneses eran miembros de esta Iglesia estatal, aunque menos de un 5 % asistía regularmente a los servicios religiosos los domingos. La Iglesia de Dinamarca se adhirió a la Reforma protestante y posee una doctrina de tipo evangélico luterano.
La Iglesia está organizada en 12 diócesis y alrededor de 2000 parroquias.
La Iglesia de Dinamarca es una Iglesia estatal. El parlamento danés es la autoridad legislativa de la Iglesia, aunque sus miembros son libres de practicar. El Ministro de Asuntos Eclesiásticos, por ahora Manu Sareen, es la máxima autoridad administrativa, siendo el rey la cabeza de la Iglesia danesa.

## Organización
La vida de iglesia es organizada en 12 diócesis, cada una conducida por un obispo, incluyendo una para Groenlandia y una para las Islas Feroe (hasta el 29 de julio de 2007). La remota subdivisión incluye 111 deánatos y 2200 parroquias. Hay aproximadamente 2400 pastores.

## Parroquias
Cada parroquia tiene un consejo parroquial, elegido por los miembros de la iglesia con una duración de cuatro años. El consejo parroquial conduce el negocio práctico de la iglesia local y decide sobre el empleo de personal, incluyendo al pastor(es). El pastor es subordinado al consejo, excepto en asuntos espirituales como la conducción del servicio y el cuidado pastoral. Tanto los consejos parroquiales como el pastor son, sin embargo, subordinados a los obispos.

## La parroquia opcional

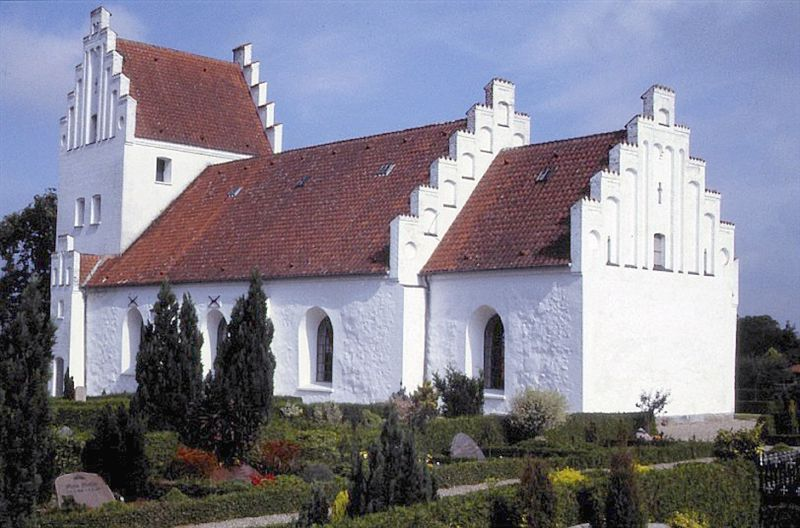
Iglesia típica construida en 1200 d. C.

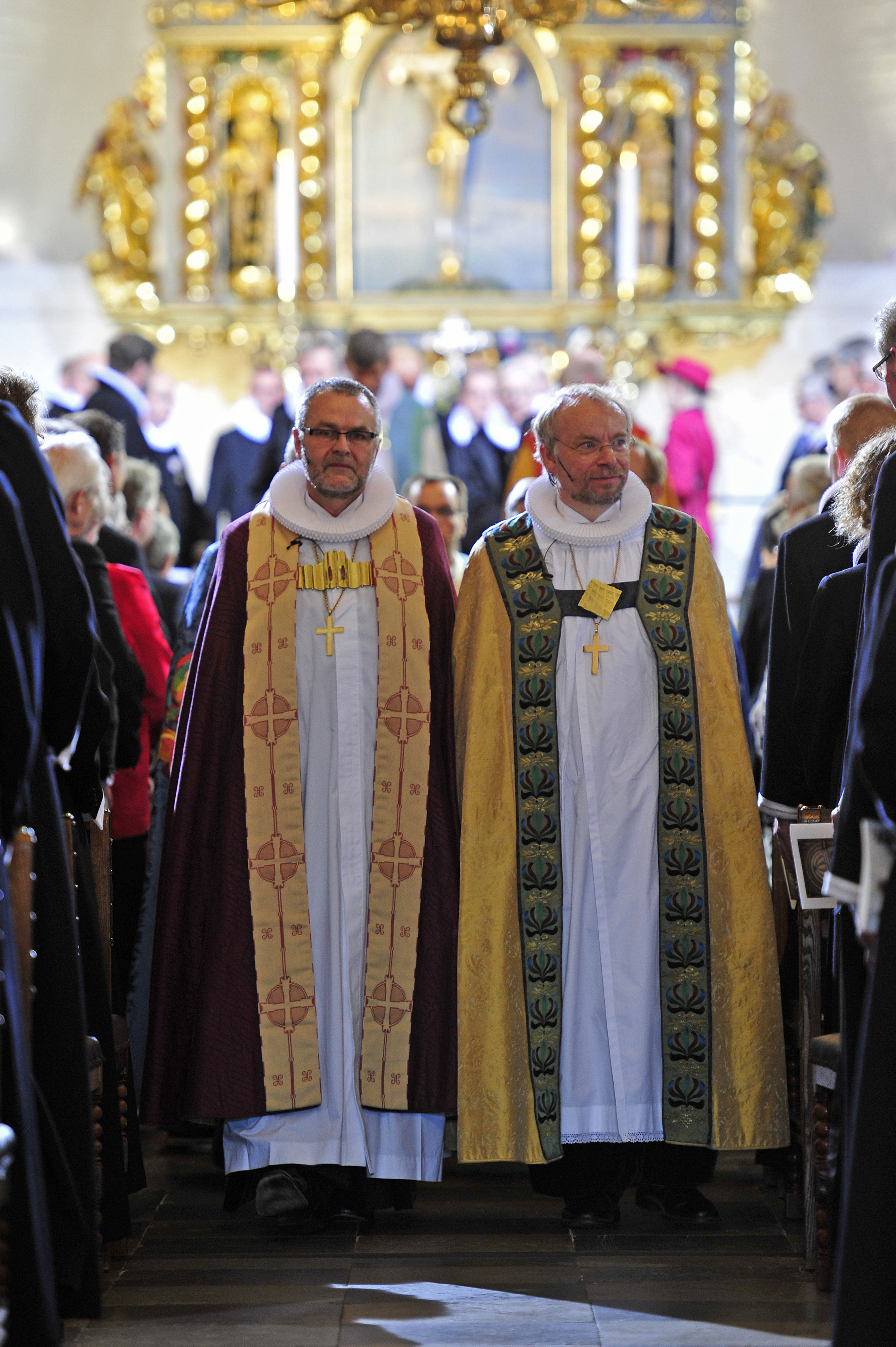
Obispos de la Iglesia del Pueblo Danés

Otro rasgo menos comúnmente usado es la parroquia opcional (sognebåndsløsning, literalmente "la liberación de obligación de parroquia"). Si un miembro de Iglesia está descontento con el rector particular de su parroquia de residencia, puede decidir ser revisado por otro rector que obedezca mejor a sus opiniones cristianas, por ejemplo en una parroquia vecina.

## Ramas principales
El luteranismo es un movimiento religioso cristiano protestante fundado institucionalmente por el monje alemán Martín Lutero (1483-1546). Se considera la fecha del 31 de octubre de 1517 como el día de nacimiento de esta rama del cristianismo, en la que se colocaron las 95 tesis sobre la eficacia de las indulgencias en la puerta de la Iglesia de Todos los Santos en Wittenberg, Alemania. En la Iglesia del Pueblo Danés, existen dos ramas principales: el Grundtvigianismo y la Misión Interior (Indre Mission), la primera con mayor peso en la Iglesia del Pueblo Danés. La llamada Misión Interior es un grupo luterano danés, creado a finales del siglo XIX, de carácter conservador, cuya principal "misión" es mantener la rectitud de fe dentro de las fronteras de Dinamarca. Tuvieron gran influencia a principios del siglo XX, sobre todo en el oeste de Jutlandia, donde aún mantienen a la mayoría de sus miembros. Son comunidades muy cerradas (se desconoce con exactitud la cantidad de integrantes en la actualidad), cuyas principales características son no beber alcohol (al menos no emborracharse), ayunar, seguir con rectitud las normas de Lutero y la Biblia y por supuesto no casarse con alguien que no sea de la Misión. A la Misión Interior se le considera el fundamentalismo protestante y, aunque haya perdido notablemente su poder en Dinamarca a lo largo de los años, sigue teniendo una enorme influencia en la forma de concebir la religión en la sociedad danesa, por lo que hablar de la Misión Interior es prácticamente un tabú en Dinamarca, aunque todo el mundo sabe lo que es y que existe. Por ello, es una comunidad desconocida para la gran mayoría de extranjeros.

## Miembros
Según la estadística oficial a partir de enero de 2023, el 72,1 % de daneses son los miembros de la Iglesia Nacional, aunque menos del 5 % de los miembros asista a los servicios semanales. Muchos vuelven a esta iglesia para ocasiones como bautizos, confirmaciones, bodas, entierros, Navidad y Pascua. El número de miembros varía del 54.4 % en la diócesis de Copenhague al 82.0 % en la diócesis de Viborg.
La mayoría de los daneses tiene en gran estima a la Iglesia y considera la Iglesia del Pueblo Danés como importante parte de su patrimonio cultural, ya que asocian la Iglesia con la cultura, las tradiciones y los costumbres daneses. De hecho, muchos de los daneses no creyentes afirman que es importante la presencia de la Iglesia ya que sus valores son muy importantes para la sociedad, la cultura y para cada persona. La gran mayoría de los daneses están bautizados y confirmados. Esta última festividad es muy importante para la sociedad danesa, y es comparable a la Primera Comunión en los países católicos. La confirmación se celebra a los 14-15 años y es una gran festividad social.
La Iglesia de Dinamarca en general es muy liberal y abierta aunque dentro de la organización existen pastores y grupos más conservadores y cerrados. La tolerancia y el amor al prójimo son los valores principales claves. Con los años la iglesia se ha ido desarrollando para encajar con la realidad social y cultural. Se permite, por ejemplo, pastoras mujeres, y a pesar de algunas protestas, se permite también a las personas del mismo sexo casarse formalmente por esta Iglesia. En el 2012, los legisladores aprobaron la enmienda a la ley de matrimonio por 85 votos a favor, 24 en contra y 2 abstenciones. Cabe mencionar que la ley contempla también el derecho a que un pastor se pueda negar a oficiar un matrimonio entre homosexuales. En la Iglesia de Dinamarca se puede hablar abiertamente sobre temas como el sexo que no es considerado un tabú. Con respecto al estilo de vida que deben llevar los miembros, no hay doctrinas rígidas y la Iglesia no tiene una opinión oficial sobre temas como el aborto, el uso de preservativos, sexo prematrimonial, etc. Cada pastor tiene su estilo y forma de interpretar la Biblia dentro de los principios luteranos y cada miembro debe llevar su vida de acuerdo con su fe personal tomando siempre en cuenta el contexto y la situación concreta que enfrenta.